# Ștefan Brâncoveanu
Ștefan Brâncoveanu (n. 1685 – d. 15/26 august 1714, Constantinopol) a fost al doilea fiu al boierului Constantin Brâncoveanu, cu soția sa Marica.

## Biografie
S-a născut pe vremea când tatăl lui nu ajunsese încă domn al Țării Românești.
Ștefan s-a căsătorit la 27 februarie 1709 cu Bălașa, fiica boierului moldovean Ilie Cantacuzino, mariajul făcând parte din politica matrimonială a lui Constantin Brâncoveanu. Căsnicia nu a ținut mult timp, întrucât Bălașa a murit la 22 noiembrie 1712, lăsând în grija soțului o fiică, botezată Maria.
La fel ca și în cazul fratelui său mai mare, istoria consemnează puține informații despre el. Împreună cu Constantin II, Ștefan a pus la 9 iunie 1699 (pe stil vechi) piatra de temelie a bisericii mari a Mânăstirii Brâncoveni, clădită în memoria bunicii lor dinspre tată.
Ștefan Brâncoveanu a fost singurul dintre fiii domnului care și-a însoțit tatăl în periplul din 1703 la Adrianopole. Astfel a participat la audiențele acordate de marele vizir și sultan, fiind îmbrăcat în semn de onoare cu haine scumpe.
Un alt fapt redat de surse este că împreună cu fratele mai mare (și cu un alai de boieri) a ieșit la 24 aprilie 1704 în întâmpinarea lordului Paget, sol englez care vizita Bucureștii.
A fost ridicat de turci în aprilie 1714 și dus împreună cu întreaga familie la Constantinopol, după mazilirea tatălui său. Conform mărturiei secretarului personal al domnului, Anton-Maria Del Chiaro, Ștefan a voit să fugă în Transilvania și de acolo pe la Viena până în Italia, însă a fost convins de Brâncoveanu să abandoneze încercarea, întrucât turcii vor fi dat ordine la graniță să nu fie lăsat nimeni să treacă fără pașaport. A fost închis la Edikule, în Istanbul, Ștefan fiind la fel ca și frații săi torturat în fața părinților. În cele din urmă, pe 15 august 1714 a fost decapitat (la fel ca și cei trei frați, boierul Ianache Văcărescu și domnul mazilit) în fața sultanului Ahmed al III-lea, trupurile fiindu-le aruncate în mare.
La 20 iunie 1992 a fost canonizat de către Biserica Ortodoxă Română, fiind venerat alături de frații și tatăl său sub numele de „Sfinții Mucenici Brâncoveni”. Este reprezentat în pictura votivă a Mânăstirii Hurezi.